# National Gallery of Canada
National Gallery of Canada, fr. Musée des beaux-arts du Canada (Narodowa Galeria Kanady) – muzeum sztuk pięknych położone w stolicy Kanady Ottawie przy 380 Sussex Drive. Posiada najbardziej znaczącą kolekcję malarstwa europejskiego i kanadyjskiego, rysunków i fotografii w Kanadzie. Zbiory muzeum obejmują 36 000 dzieł sztuki, jak również 125 000 zdjęć w ramach działu Canadian Museum of Contemporary Photography.

## Historia
Historia National Gallery of Canada zaczęła się od projektu stworzenia narodowej galerii, którą Kanadyjczycy mogliby uznać za własną. Celem takiej galerii miało być gromadzenie i poznawanie narodowego dziedzictwa oraz nabywanie znaczących dzieł sztuki z całego świata: obrazów, rzeźb, fotografii i in. Inicjatorem powołania galerii do życia był gubernator generalny Kanady John Douglas Sutherland Campbell. Za jej początek uznaje się 6 marca 1880, kiedy pod przewodnictwem Campbella odbyła się wystawa prac przyszłych członków Royal Canadian Academy of Arts. Galeria na początku obejmowała prace dyplomowe członków RCA uzupełniane okazjonalnymi darowiznami. W 1913 parlament w Ottawie przyjął akt powołujący do życia National Gallery, mianował jej radę powierniczą pod przewodnictwem Edmunda Walkera i zatwierdził postanowienie zarządu z 1910 o mianowaniu Erica Browna jako dyrektora. Zarówno Walker jak i Brown interesowali się sztuką Kanady. W 1914 galeria zakupiła prace kanadyjskiego malarza Toma Thomsona. Kolejni kuratorzy galerii (m.in. Robert H. Hubbard, J. Russell Harper, Jean-René Ostiguy, Pierre Théberge, Dennis Reid, Charles Hill i Jean Trudel) zbudowali w drodze zakupów reprezentatywną kolekcję sztuki kanadyjskiej, zarówno dawnej jak i współczesnej. Zbiory uzupełniły darowizny od darczyńców (m.in. J.M. MacCallum, Vincent Massey, Douglas Duncan, Harry Jackman z małżonką, Henry Birks i Blair Laing). W latach 60. XX w. zbiory galerii powiększyły się o eksponaty filmowe i wideo.
Już w 1907 rozpoczęto skupowanie dzieł sztuki europejskiej, od średniowiecza po współczesność. W zbiorach galerii znalazły się prace takich artystów jak: Piero di Cosimo, Agnolo Bronzino, Claude Monet i Edgar Degas. Po 1945 w kolekcji znalazły się dzieła m.in. Rembrandta, Rubensa (zakupione od księcia Liechtensteinu) oraz Paula Cézanne’a i pastele Degasa (zakupione z kolekcji Vollarda). Zbiory galerii uzupełnia kolekcja rzemiosła artystycznego i rzeźby (Puget, Bernini i Canova).
W 1967 powołano do życia Dział Fotografii. W latach 1978–1980 Max Tanenbaum przekazał na rzecz galerii znaczącą kolekcję sztuki (malarstwo i rzeźba) indiańskiej, nepalskiej i tybetańskiej.

## Budynek

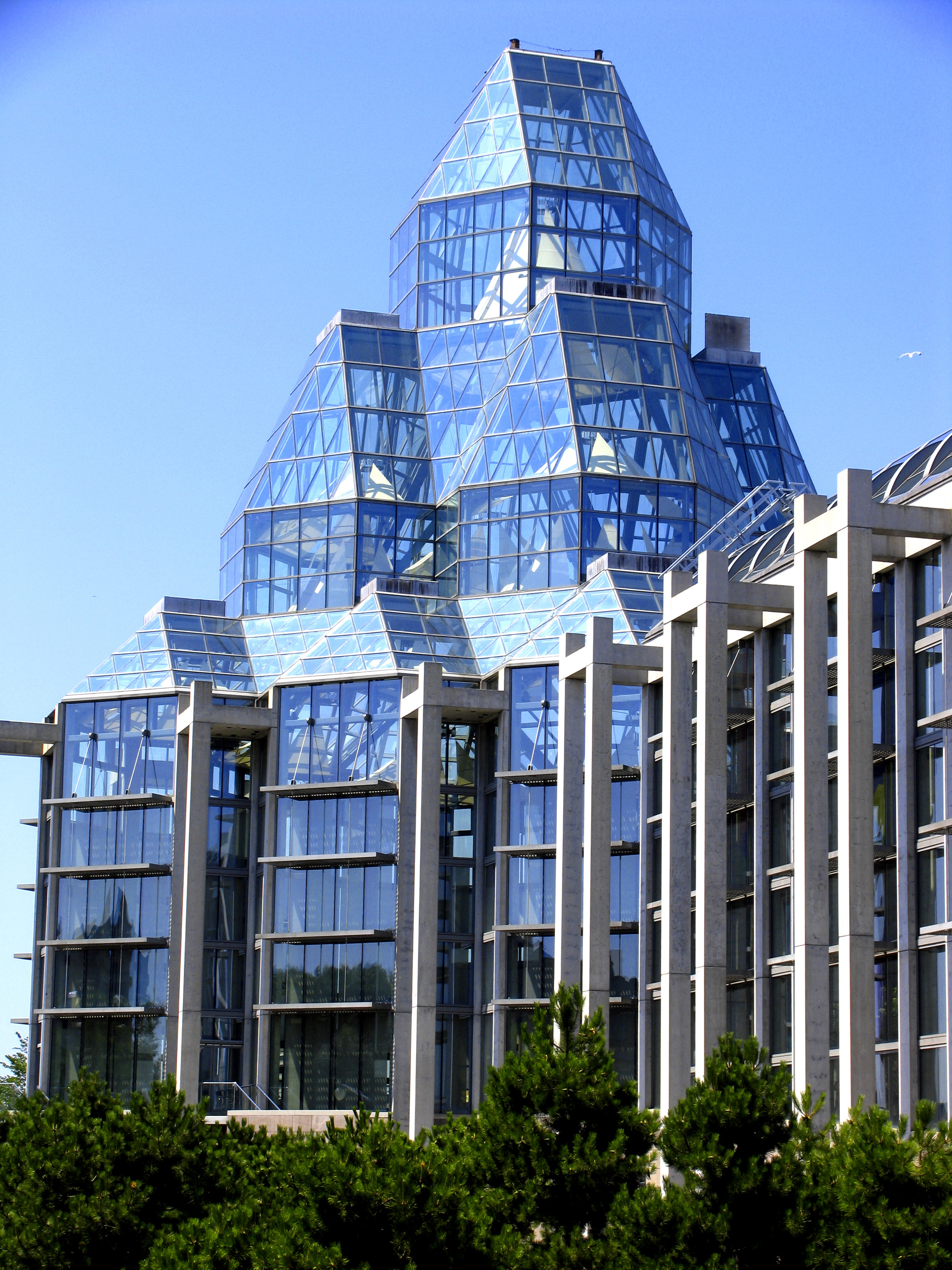
Fragment galerii

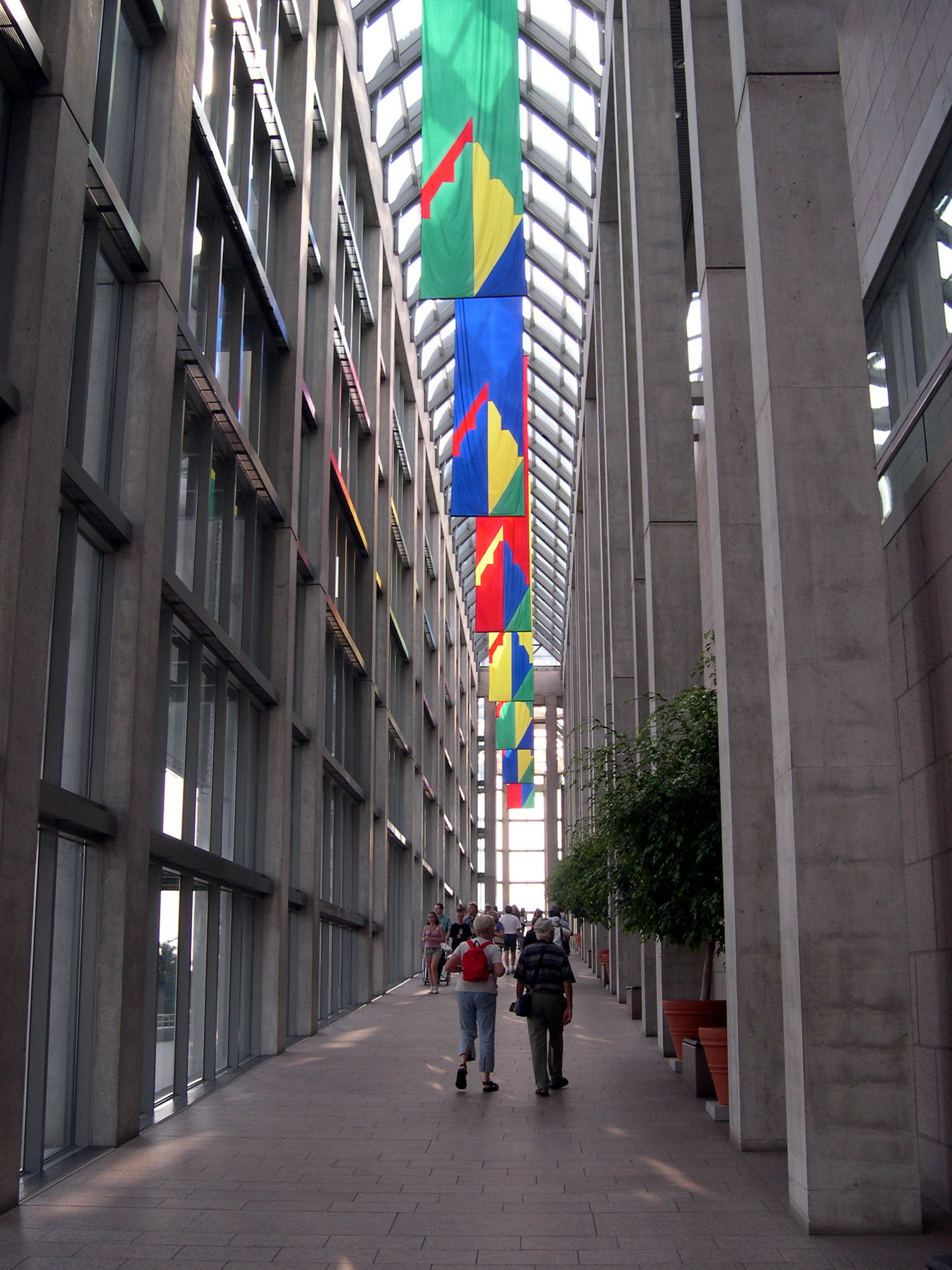
Korytarz wewnętrzny w galerii

Pierwszą siedzibą National Gallery of Canada był zaadaptowany w 1882 do potrzeb wystawienniczych warsztat budowlany na wzgórzu Parliament Hill, przylegający do budynku Sądu Najwyższego Kanady. Były to dwa pokoje o wymiarach 10,8 x 6 m. W 1886 dla potrzeb wystawienniczych wykorzystywano sale samego Sądu Najwyższego. W 1888 galeria otrzymała pomieszczenia w budynku Government Fish Hatcheries Exhibit przy O’Connor Street. W 1911 galeria przeniosła się do nowo zbudowanego, trzypiętrowego budynku Victoria Memorial Museum przy Metcalfe Street. W 1916, w związku ze zniszczeniem przez pożar części budynku parlamentu Kanady, galeria musiała na pewien czas udostępnić swoją siedzibę dla potrzeb prac parlamentarzystów; powróciła do niej w 1921 po tym, jak w lutym otwarto odbudowany gmach parlamentu.
W 1952 rozpisano konkurs na nowy budynek galerii. Zbudowano go przy Elgin Street i otwarto w 1959.
W 1982 premier Kanady Pierre Trudeau podjął decyzję, iż National Gallery of Canada oraz Museum of Man powinny mieć własne budynki; powołał w tym celu korporację budowlaną Canadian Museums Construction Corporation. W 1983 wybrano do realizacji projekt izraelsko-kanadyjskiego architekta Moshe Safdiego, członka firmy architektonicznej Parkin/Safdie Architects Planners.
21 maja 1988 otwarto nową siedzibę National Gallery, usytuowaną w narożniku ulic Sussex Drive i St. Patrick Street. Budynek, wzniesiony kosztem 122 milionów dolarów kanadyjskich, ma łącznie 46 621 m² powierzchni, w tym 12 400 m² powierzchni wystawowej i składa się z czterech części: Great Hall, Garden Court, Water Court i Rideau Chapel. Organizowaniem przestrzeni wokół gmachu zajęła się architekt krajobrazu Cornelia Oberlander. Jej dziełem są wewnętrzne i zewnętrzne ogrody; inspirację do jednego z nich zaczerpnęła z obrazu Dzika ziemia pędzla członka Grupy Siedmiu, A.Y. Jacksona. Do budowy gmachu użyto betonu (wyprodukowanego w Montrealu), stali (z Hamilton), szkła (z Ontario) oraz różowego i szarego granitu, pochodzącego ze złóż Tadoussac i Peribonka w Quebecu. Kamień użyty do budowy Garden Court w centrum Galerii Sztuki Kanadyjskiej i Europejskiej oraz dziedzińca Sztuki Nowoczesnej pochodzi z Zimbabwe. Posadzki galerii wykonano z drewna (klonu kanadyjskiego w Galeriach Sztuki Współczesnej, czerwonego dębu sprowadzonego z USA w Galeriach Kanadyjskich i białego dębu amerykańskiego w salach wystaw specjalnych i Galeriach Europejskich). W skład nowego kompleksu włączono także wnętrze wyburzonej w 1972 kaplicy Rideau Street Convent Chapel. Do jej wystroju użyto również kilku gatunków drewna: do posadzki – paneli klonowych z Michigan, do ołtarzy (oryginalnych) – drewna wiśniowego, do podwieszanego stropu – drewna lipowego i sosnowego, a do konstrukcji nośnej stropu – drewna daglezji.

## Zbiory
Zbiory National Gallery of Canada podzielone są na następujące działy:

### Sztuka kanadyjska
Sztuka kanadyjska (Canadian Art) obejmuje posegregowaną chronologicznie i regionalnie twórczość pierwotnej ludności Kanady oraz artystów kanadyjskich począwszy od czasów prehistorycznych aż do lat 70. XX w. Twórczość ludności tubylczej to głównie przedmioty kultowe i codziennego użytku. W kolejnych galeriach prezentowana jest twórczość artystów kanadyjskich. Są tu m.in. dzieła sztuki wykonywane przez artystów na zamówienie Kościoła Rzymskokatolickiego (François Baillairgé, Antoine Plamondon), malarstwo XIX w. (Cornelius Krieghoff, Joseph Légaré), twórczość członków Royal Canadian Academy of Arts (założonej w 1880) oraz reprezentatywna kolekcja obrazów Toma Thomsona i członków Grupy Siedmiu. Prezentowana jest też twórczość innych ugrupowań jak Montreal’s Beaver Hall Group (1920–1921), Montreal's Contemporary Arts Society (1939–1948), Montreal's Plasticiens, Toronto's Painters XI, Saskatchewan's Regina Five aż po artystów współczesnych jak: Alex Colville (ur. 1920), Jean Paul Lemieux (1904–1990), E.J. Hughes (1913–2007) i William Kurelek (1927–1977). Na terenie Water Court eksponowane są rzeźby takich artystów jak: Alfred Laliberté, Henri Hébert, Frances Loring, Florence Wyle i Elizabeth Wyn Wood.

### Sztuka ludności rdzennej
Dział sztuki ludności rdzennej (Indigenous Art) prezentuje twórczość współczesną artystów wywodzących się z ludności tubylczej Kanady i innych regionów świata.

### Sztuka międzynarodowa
Dział sztuki międzynarodowej (International Art) dzieli się na kilka segmentów. Pierwszy z nich obejmuje sztukę średniowiecza i renesansu (Simone Martini, Piero di Cosimo, Lucas Cranach starszy, Hans Baldung, Quentin Matsys, Lorenzo Lotto, Bronzino). Następne to sztuka wieku XVII (El Greco, Peter Paul Rubens, Rembrandt, Annibale Carracci, Giovanni Lorenzo Bernini, Guercino, Paolo Veronese, Nicolas Poussin) i XVIII (Canaletto, Bellotto, Francesco Guardi. Pierwszą połowę XIX w. reprezentuje marmurowa rzeźba Tancerka Canovy oraz pejzaże pędzla Constable’a, Turnera i Corota. Druga połowa XIX w. to twórczość malarzy francuskich: Daumiera, Rousseau, Boudin, Pissarro, Moneta, Degasa, Cézanne’a i Gauguina jak również Holendra van Gogha. Wiek XX to m.in. Klimt, Vlaminck, Derain, Braque, van Dongen, Picasso, Jacques Lipchitz, Severini, Epstein, Duchamp, El Lissitzky, Mondrian, Dalí, Magritte, Pollock i Warhol.

### Sztuka Azji
Dział sztuki azjatyckiej (Asian Art) to niewielka kolekcja rzeźb, wyrobów  rzemiosła artystycznego i obrazów pochodzących z Chin, Tybetu i subkontynentu indyjskiego. Większość eksponatów stanowią dary kanadyjskich kolekcjonerów, w tym Maxa Tannenbauma.

### Sztuka współczesna

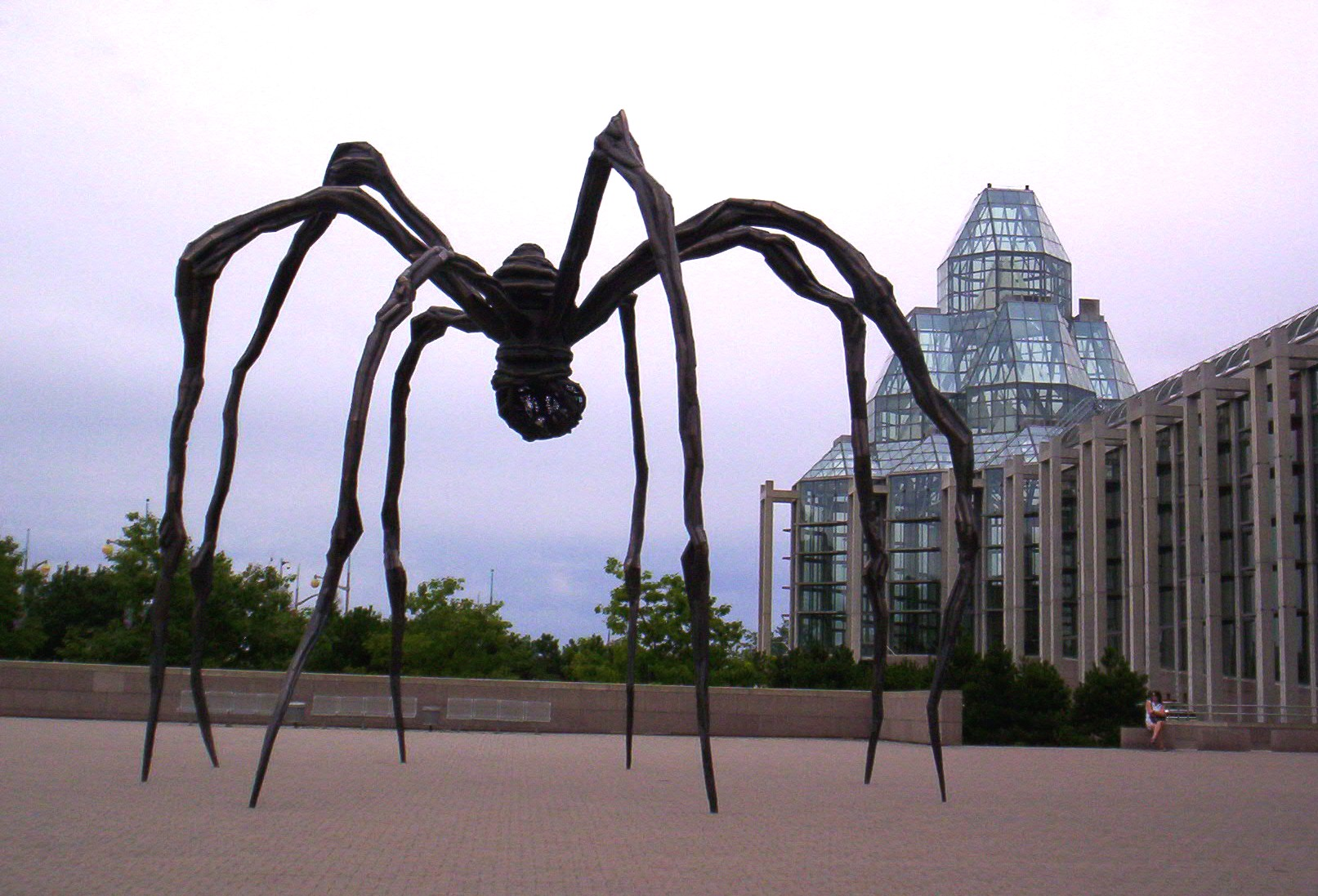
Rzeźba Mama Louise Bourgeois przed wejściem głównym galerii

Dział sztuki współczesnej (Contemporary Art), jeden z głównych w Kanadzie, eksponuje dzieła artystów współczesnych, reprezentujących różne trendy w sztuce. Aby umożliwić zwiedzającym zapoznanie się z nimi, ekspozycja działu zmienia się co sześć miesięcy.

### Fotografia
National Gallery było jednym z pierwszych muzeów, które uznały fotografię jako gatunek sztuki. Gromadzenie eksponatów fotograficznych rozpoczęło się w 1967 za kadencji dyrektorki Jean Sutherland Boggs i Jamesa Borcomana, mianowanego później kuratorem działu fotografii (Photographs). Zbiory liczą dziś 22000 pozycji i obejmują eksponaty z XIX i XX w., w tym prace takich twórców jak: William Fox Talbot, David Octavius Hill, Charles Nègre, Auguste Salzmann, Julia Margaret Cameron, Peter Emerson, Eugène Atget, August Sander, Walker Evans, Edward Weston, Aaron Siskind, Lisette Model czy Diane Arbus.

### Grafika
Dział grafiki (Prints & Drawings) obejmuje ok. 24000 sztychów i rysunków wykonanych przez artystów kanadyjskich, amerykańskich i europejskich w okresie od XV w. do czasów współczesnych.

## Galeria

### Malarstwo europejskie

#### Renesans i barok

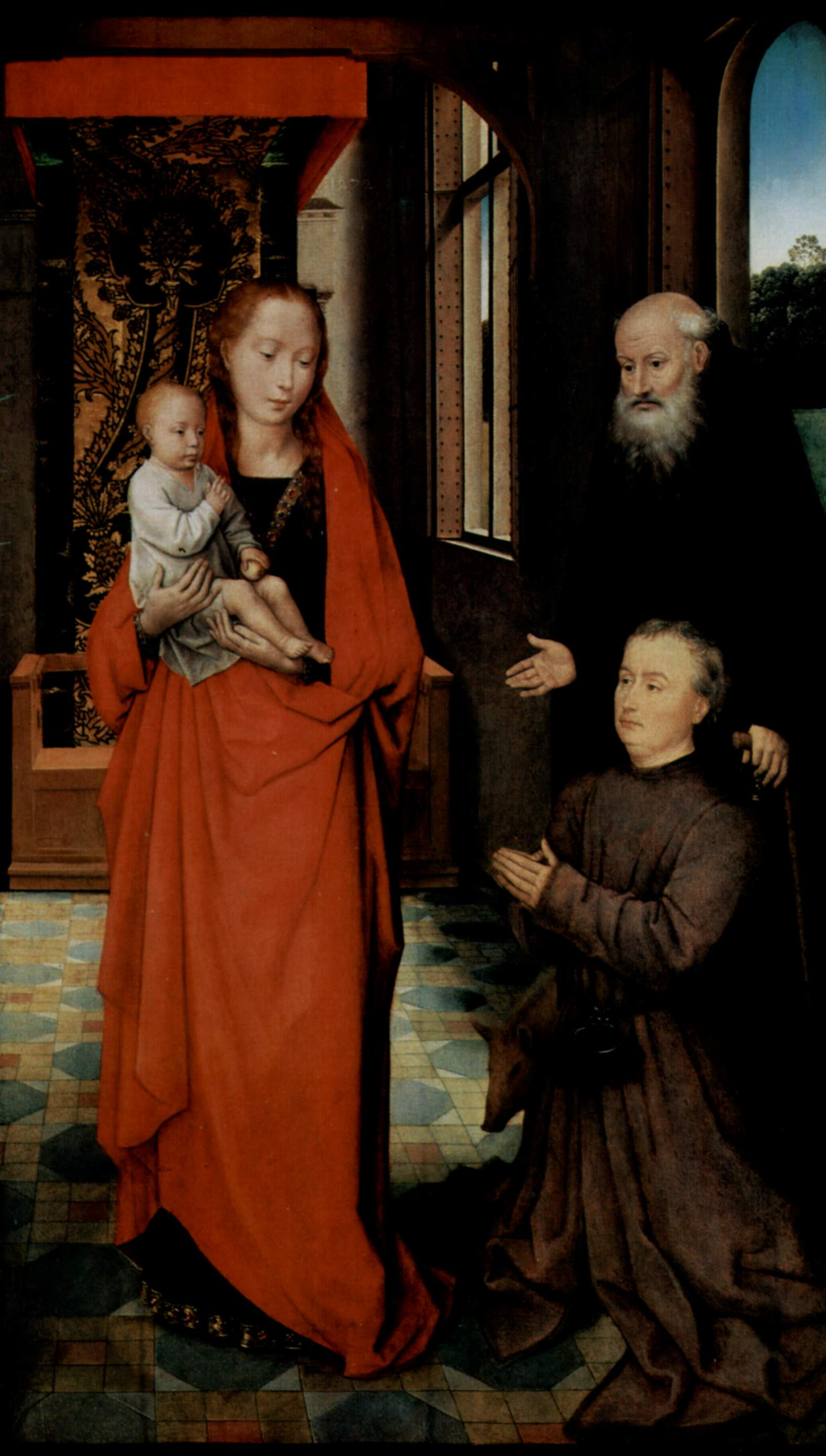
Hans Memling, Matka Boska ze Św. Antonim Pustelnikiem i modlącym się fundatorem, 1472
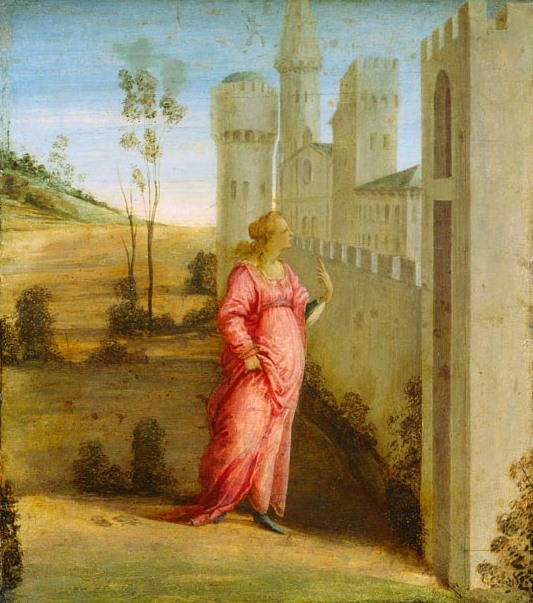
Pracownia Sandro Botticellego, Estera u bram pałacu, 1470–1475
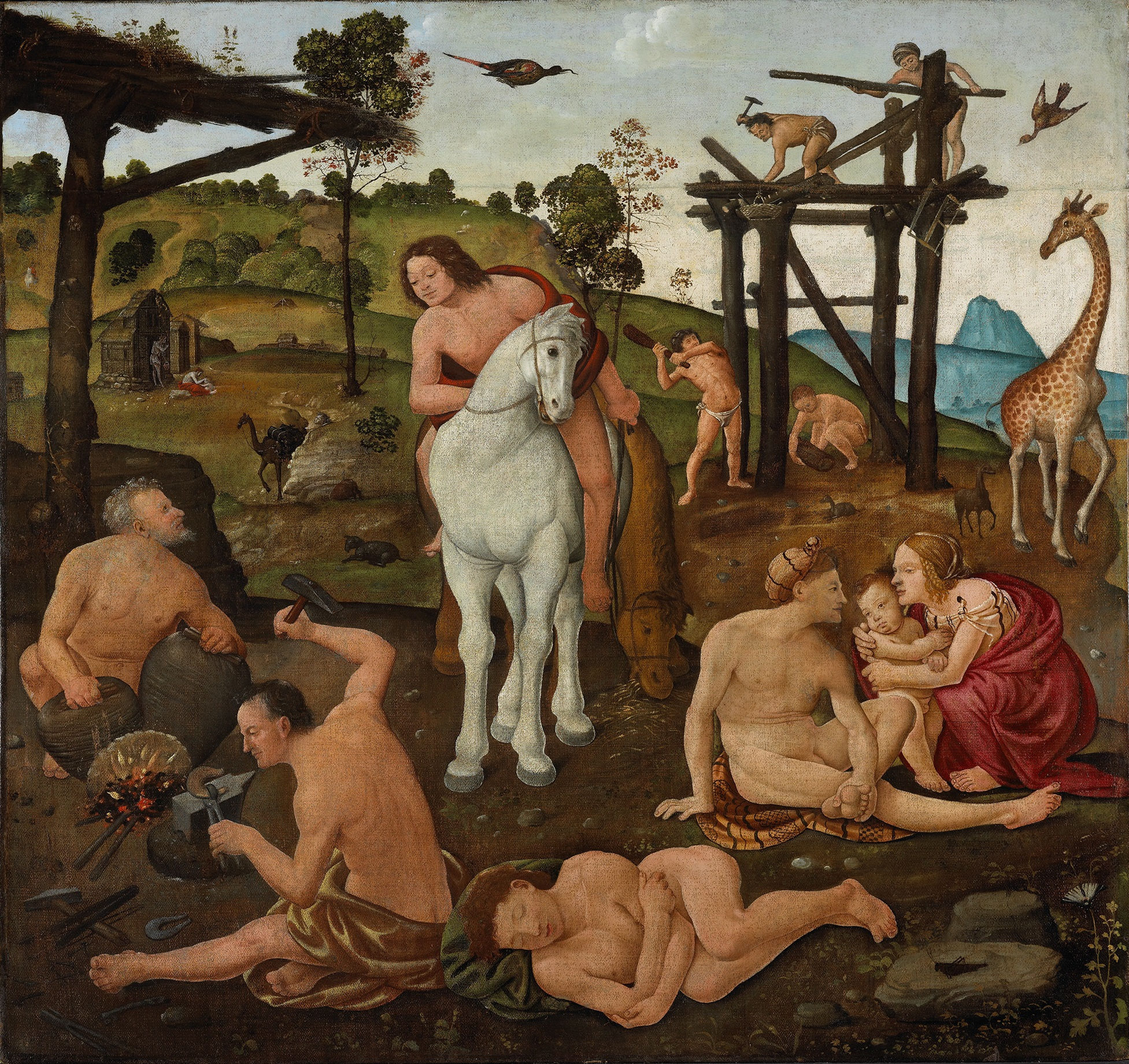
Piero di Cosimo, Wulkan i Eol, ok. 1490
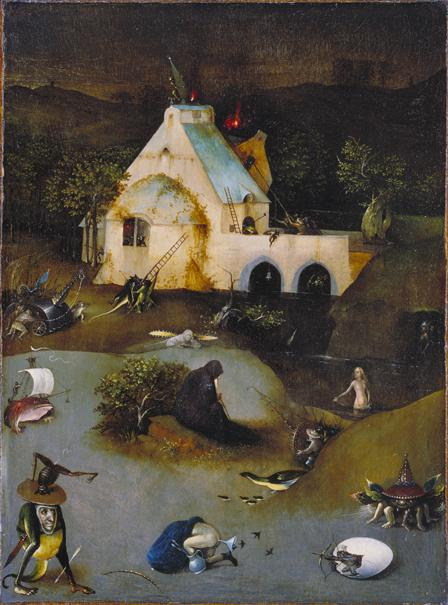
Uczeń Hieronima Boscha, Kuszenie św. Antoniego, po 1490
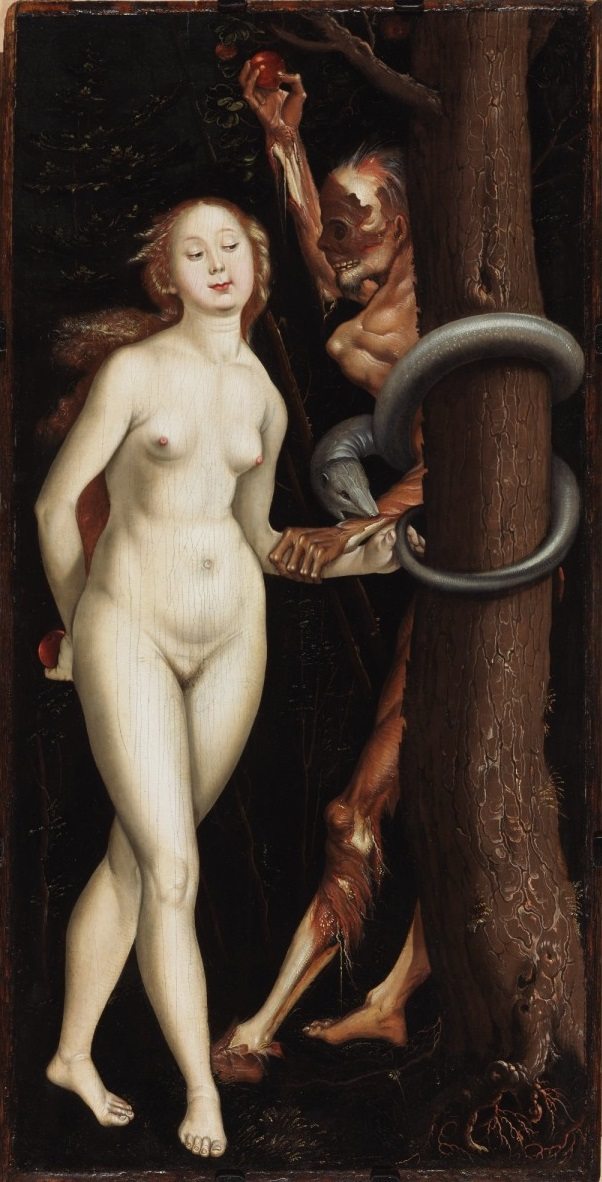
Hans Baldung, Ewa, wąż i śmierć, 1512
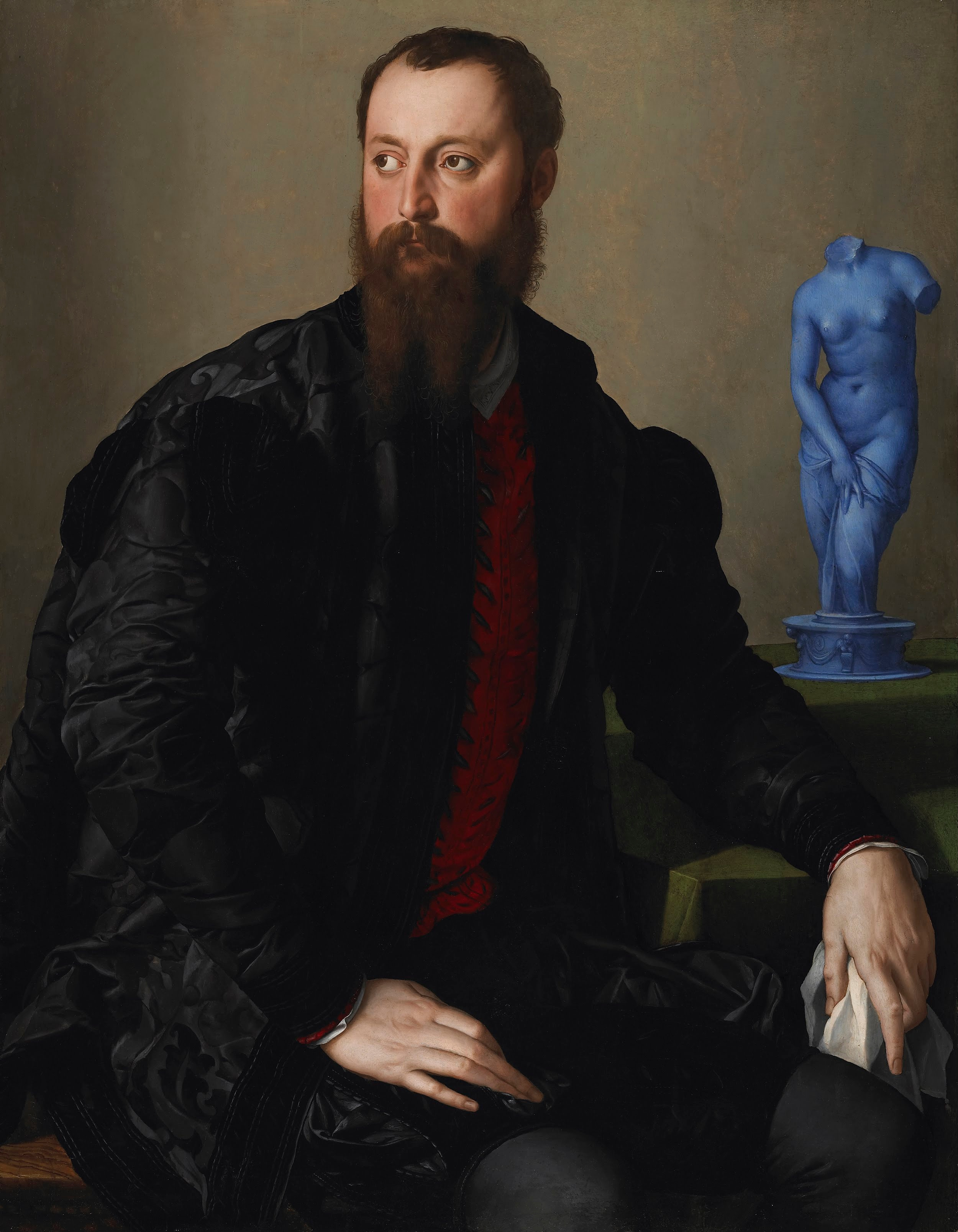
Agnolo Bronzino, Portret szlachcica, 1550–1555
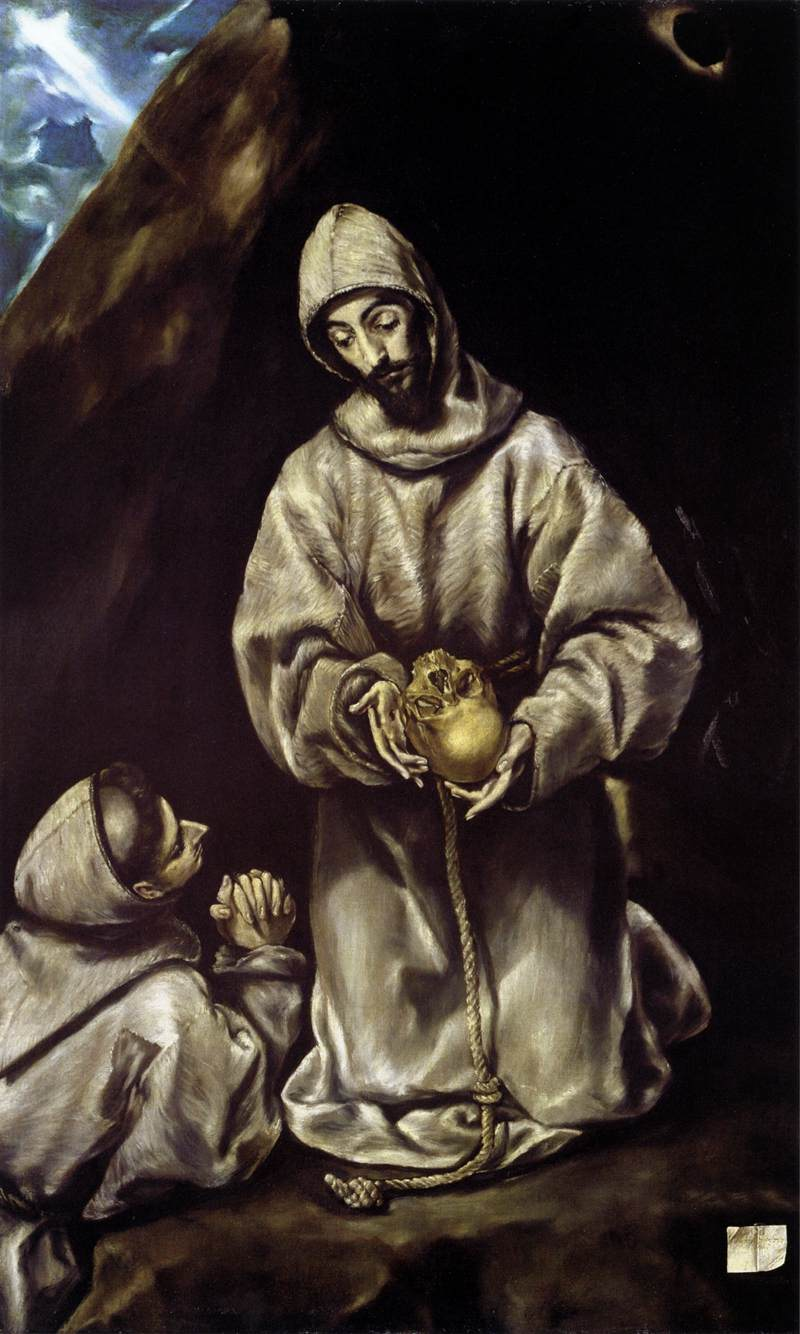
El Greco, Święty Franciszek i brat Leon medytujący o śmierci, 1600–1602
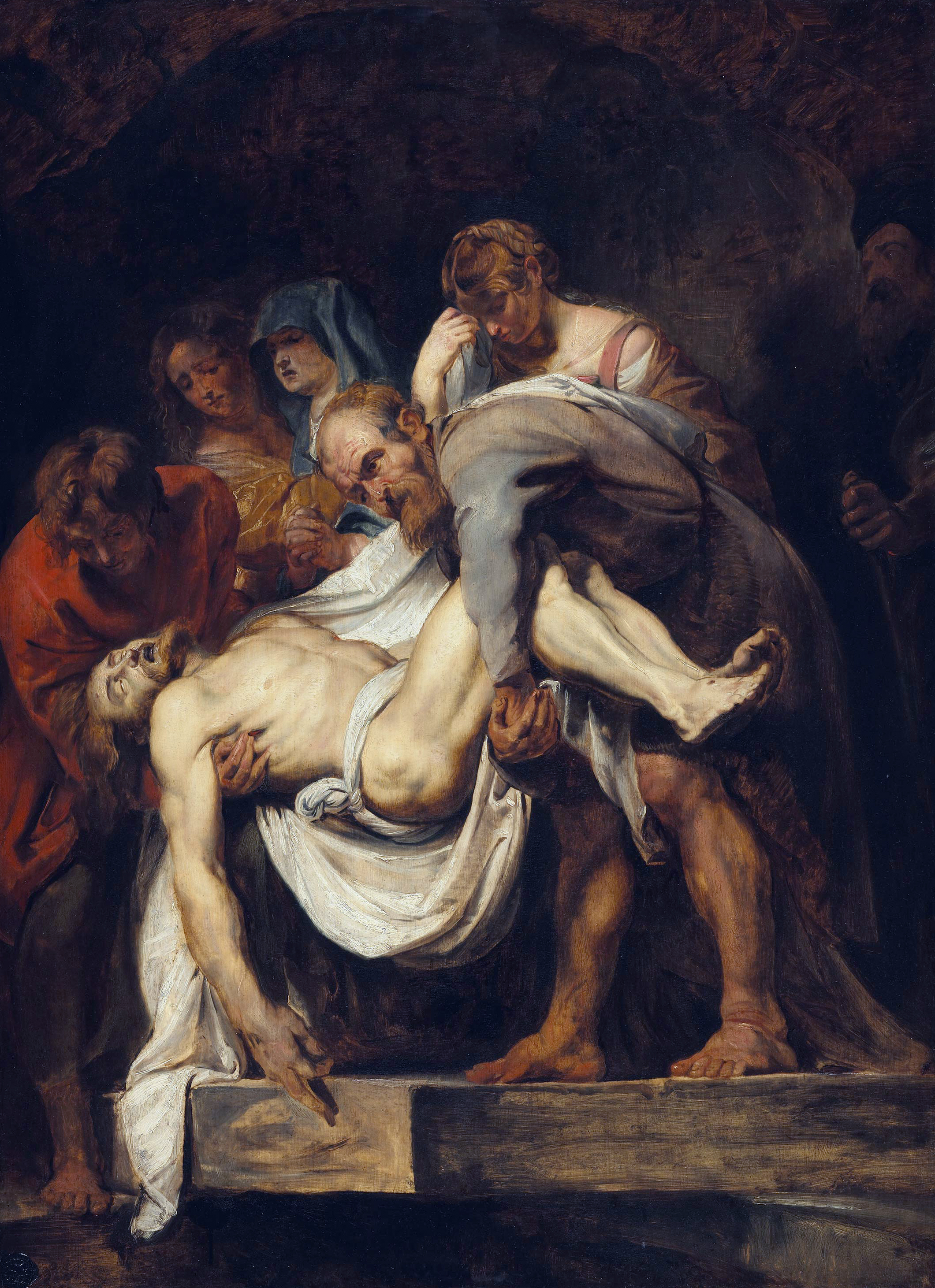
Peter Paul Rubens, Złożenie do grobu, 1611–1612
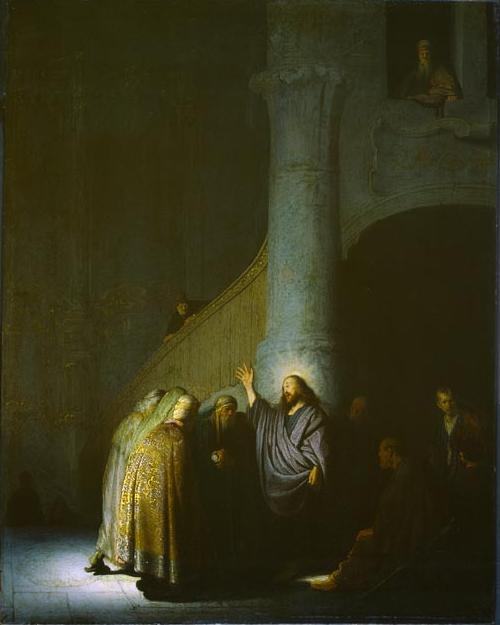
Uczeń Rembrandta, Danina, 1631 lub później
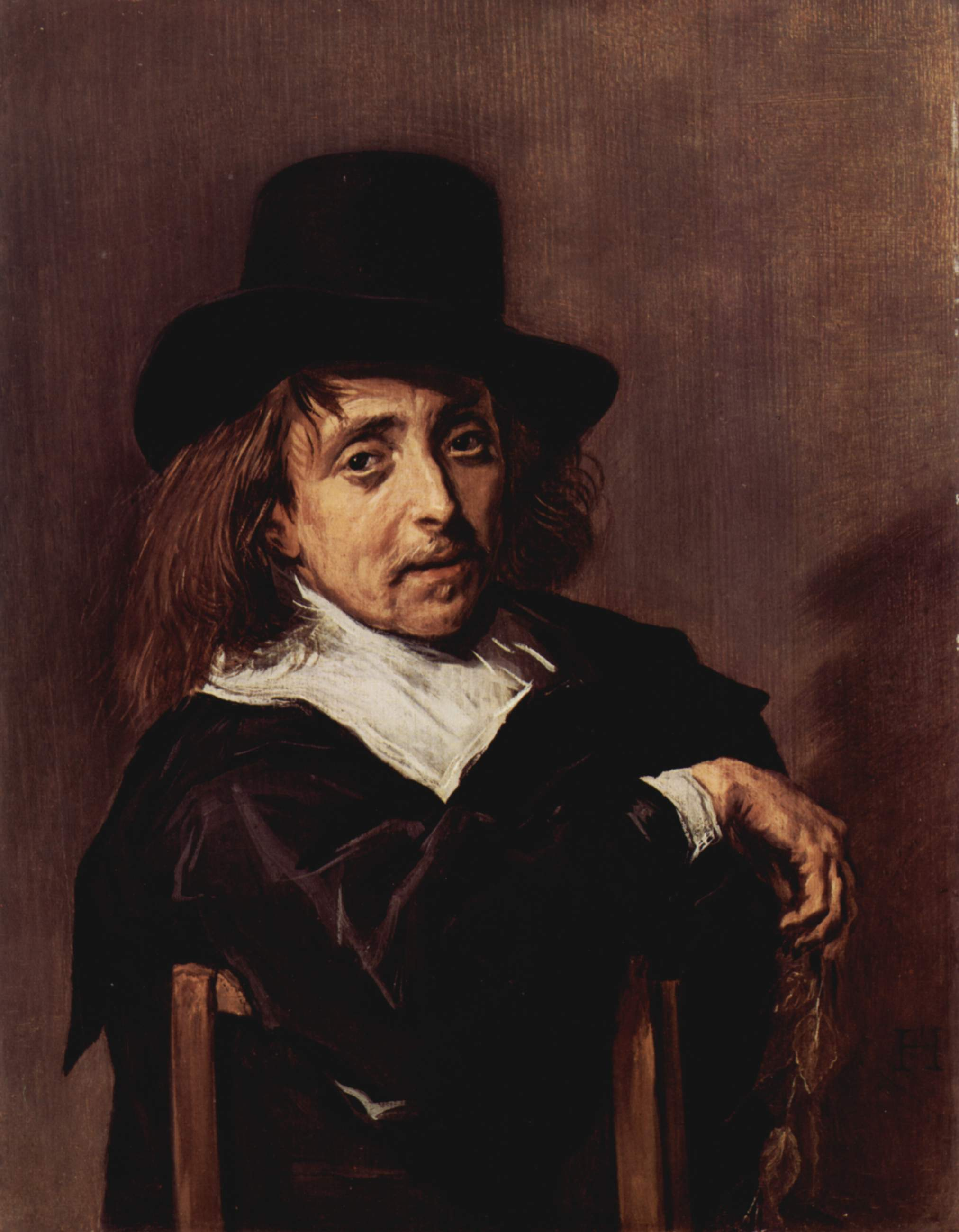
Frans Hals, Portret siedzącego mężczyzny, 1645
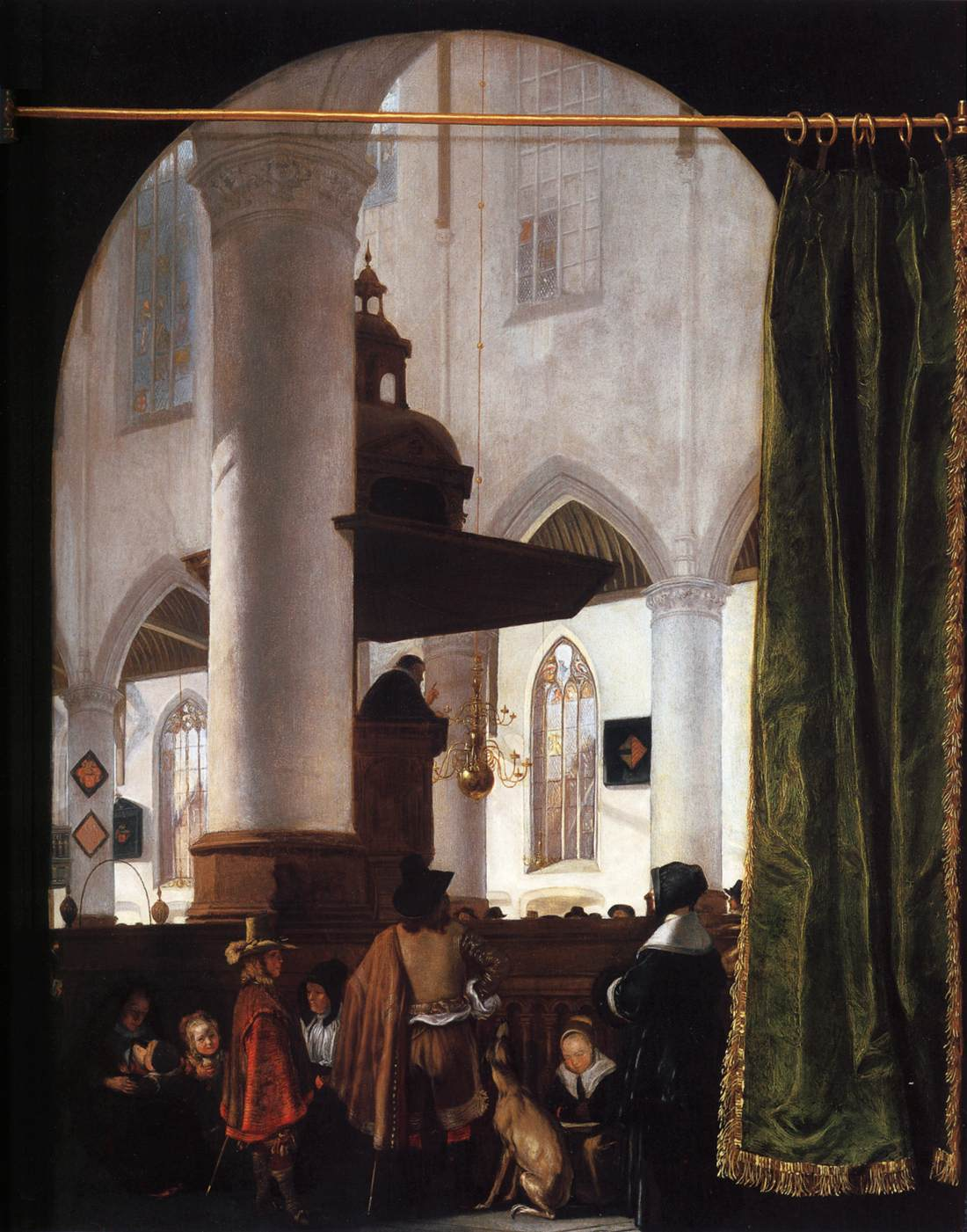
Emanuel de Witte, Kazanie w Oude Kerk w Delfcie, 1651–1652
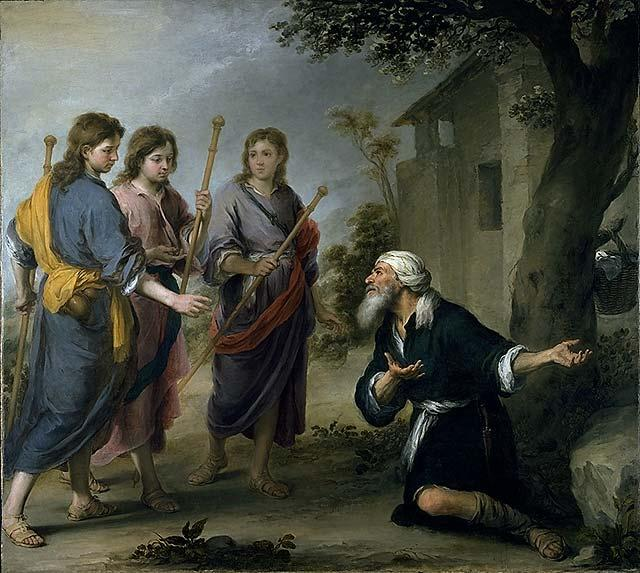
Bartolomé Esteban Murillo, Abraham i trzej aniołowie, 1667

#### Malarstwo XVIII w. (europejskie i kanadyjskie)

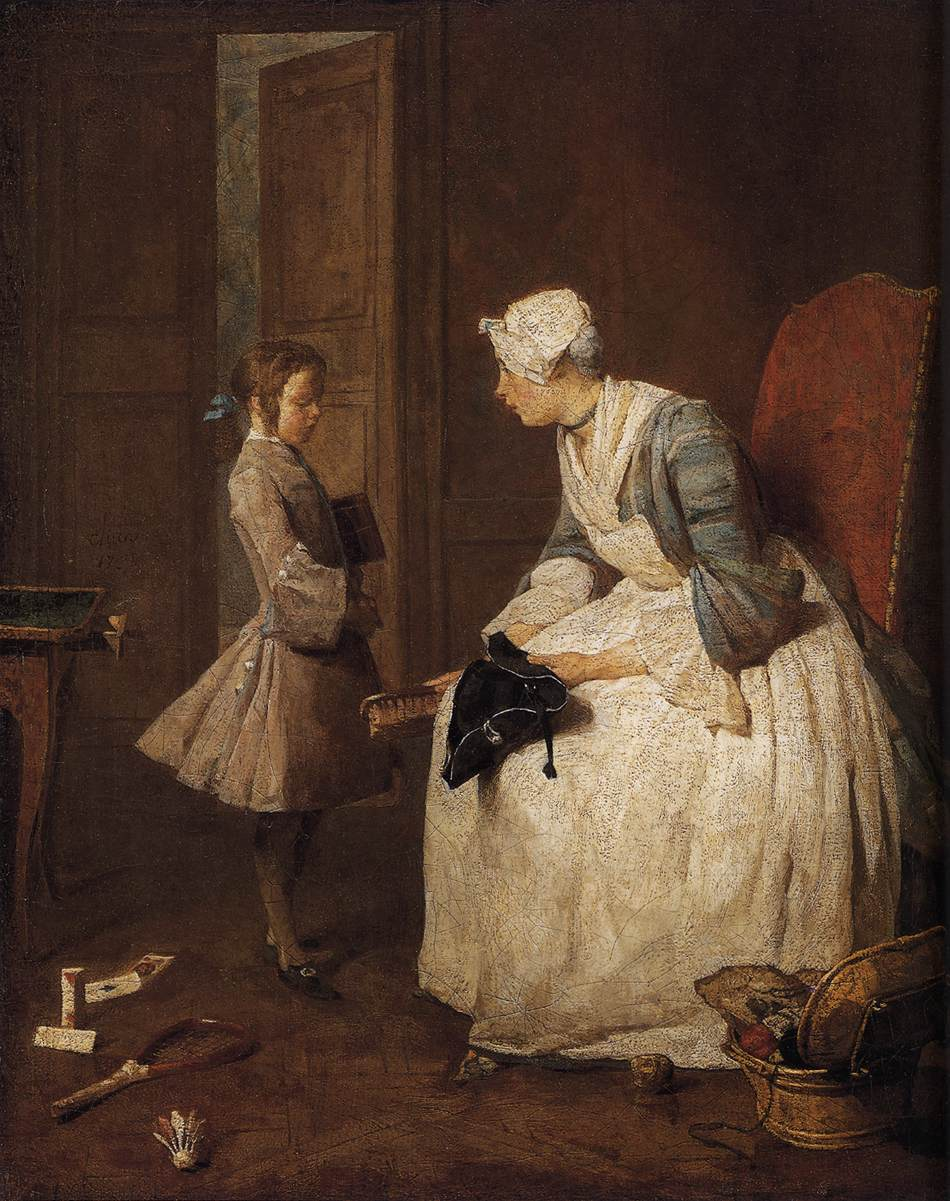
Jean Chardin, Guwernantka, 1739
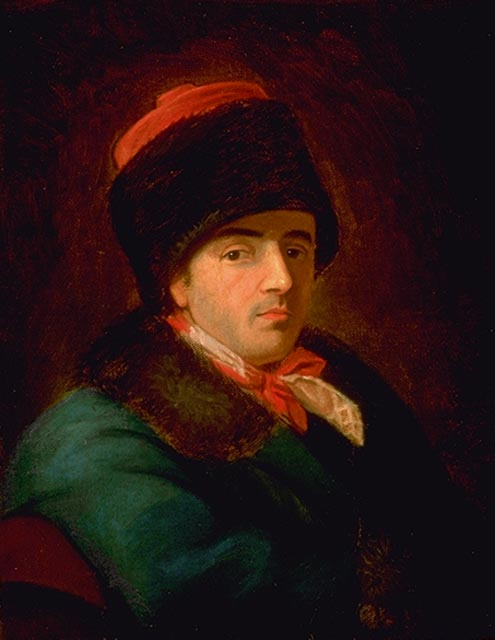
François Beaucourt, Autoportret, 1773-1786
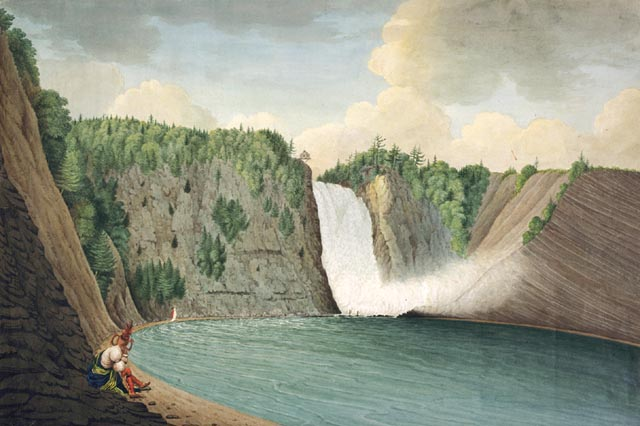
Thomas Davies, Widok na wodospad Montmorency koło Quebecu, 1791
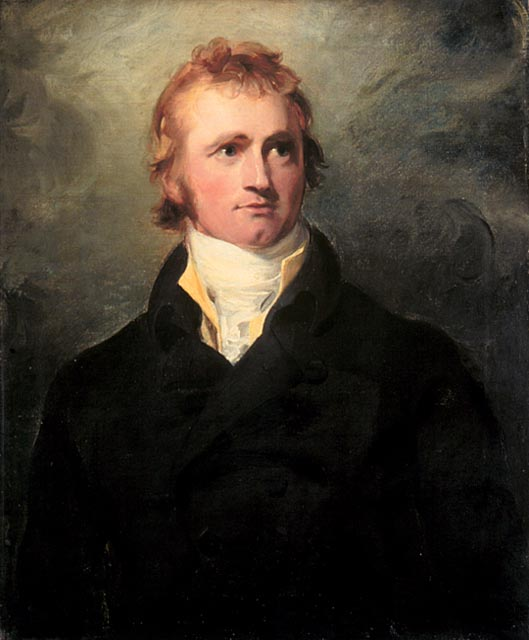
Thomas Lawrence, Portret Alexandra MacKenzie, ok. 1800

#### Impresjonizmipostimpresjonizm

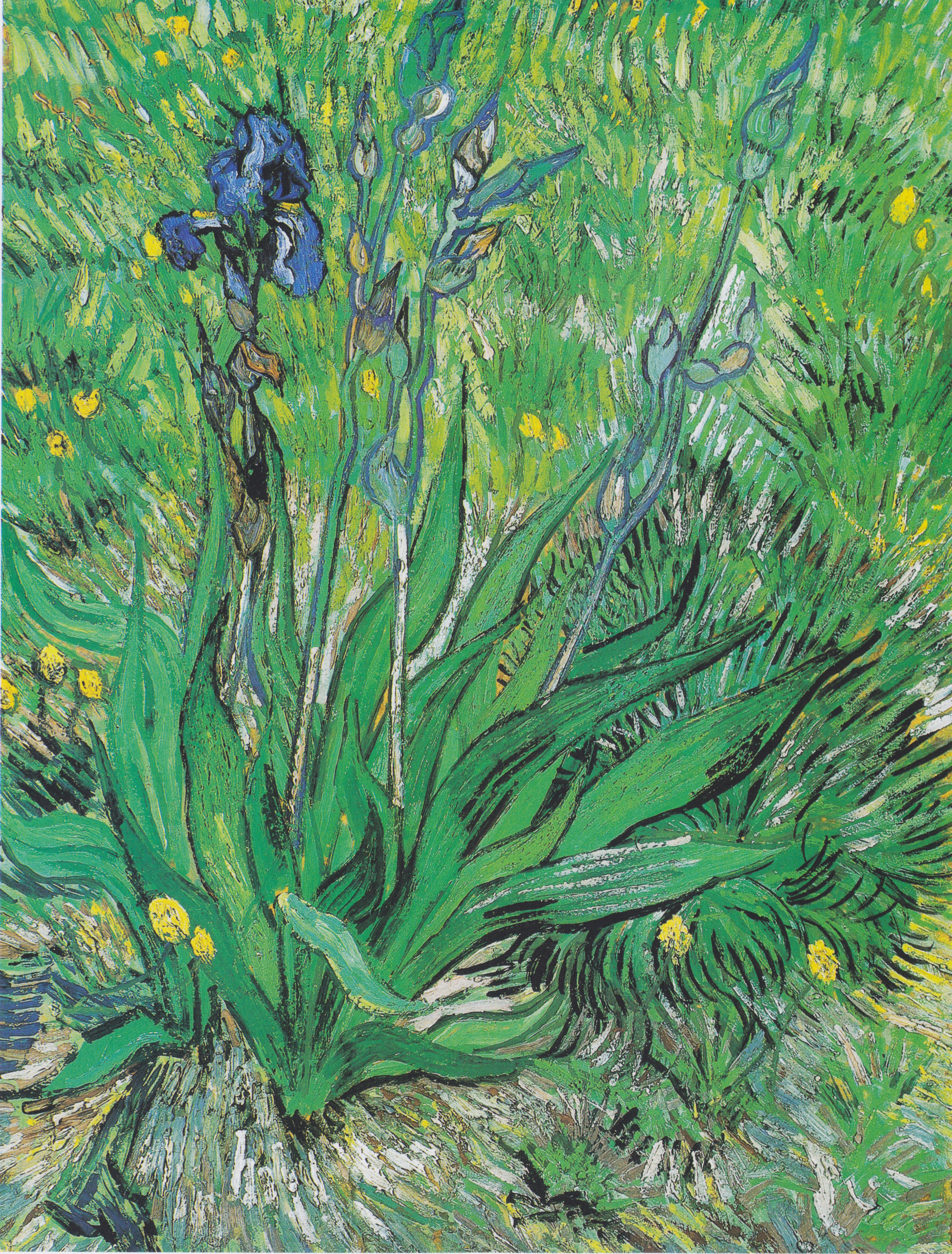
Vincent van Gogh, Irys, 1889
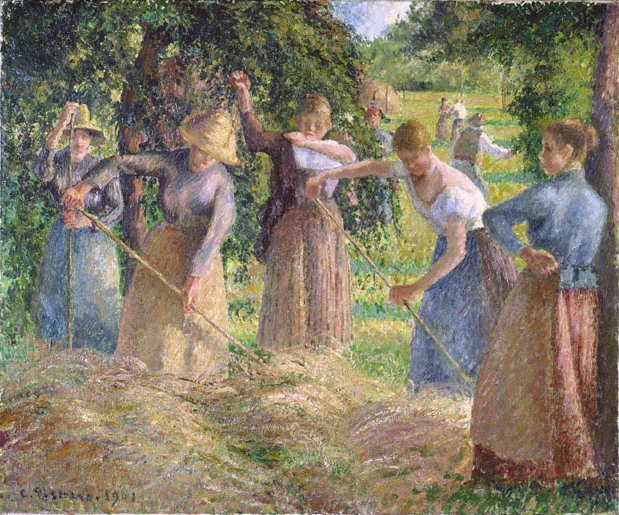
Camille Pissarro Sianokosy w Éragny, 1901
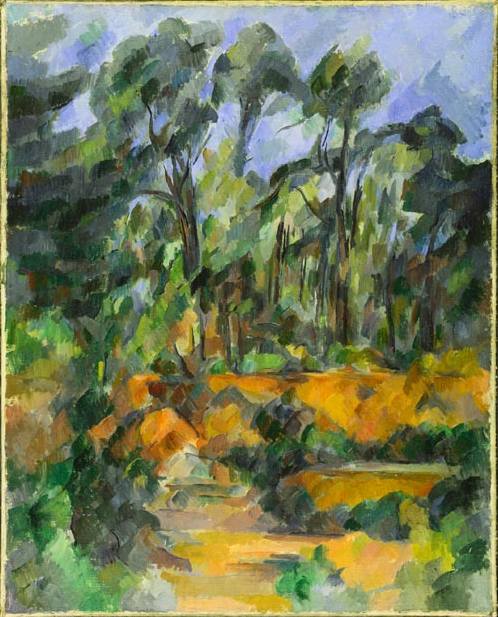
Paul Cézanne Las, 1902–1904
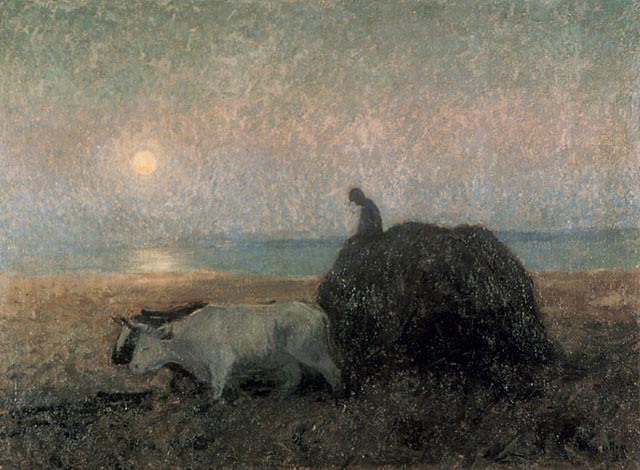
Maurice Cullen, Letnia noc, 1907

### Malarstwo kanadyjskie XIX i XX w.

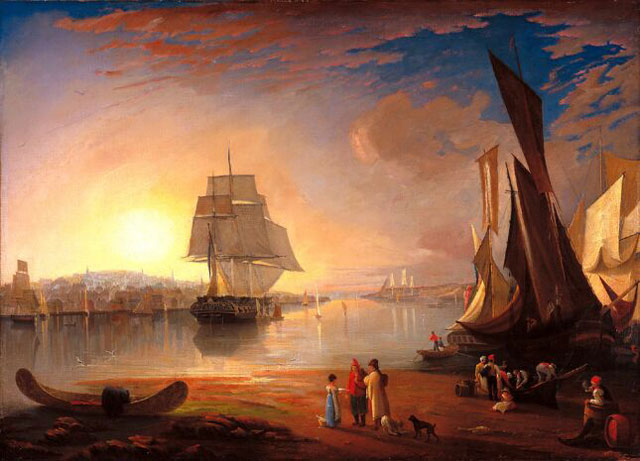
Nieznany malarz, Port Halifax, 1830–1840
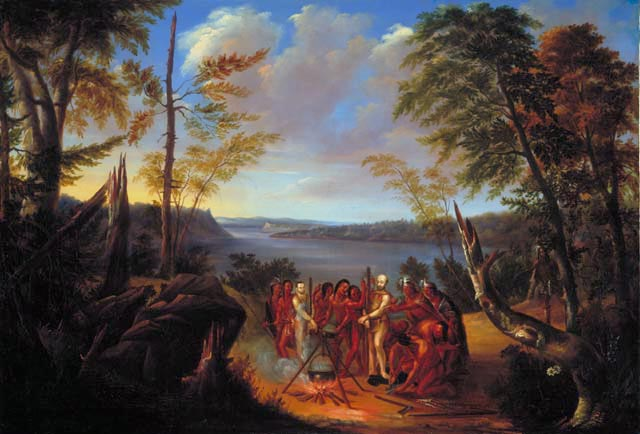
Joseph Légaré, Męczeństwo ojców Brébeufa i Lalemanta, 1838–1848
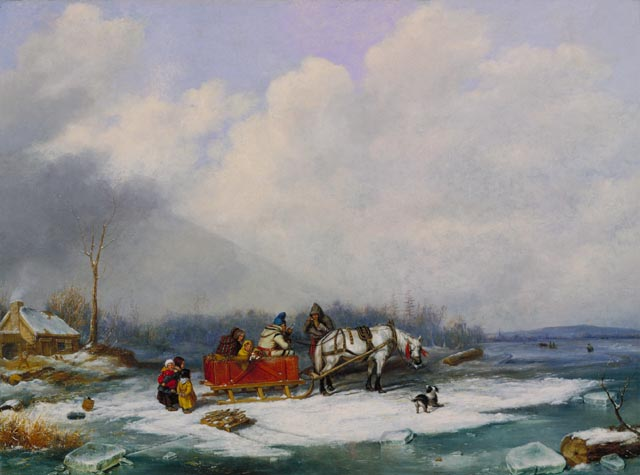
Cornelius Krieghoff, Zimowy pejzaż, 1849
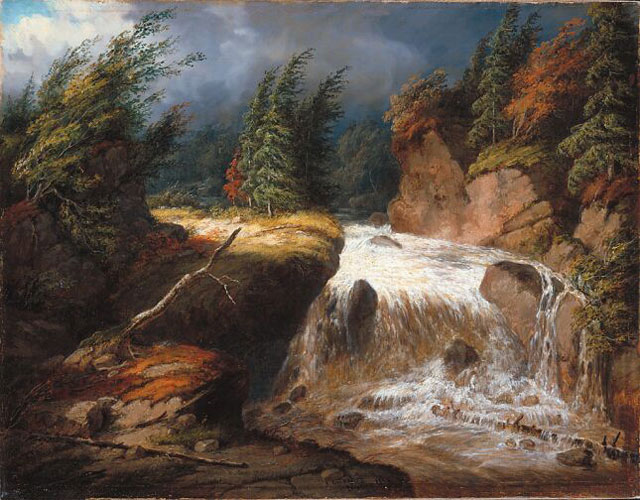
Cornelius Krieghoff, Przechodząca burza, Saint-Ferréol, 1854
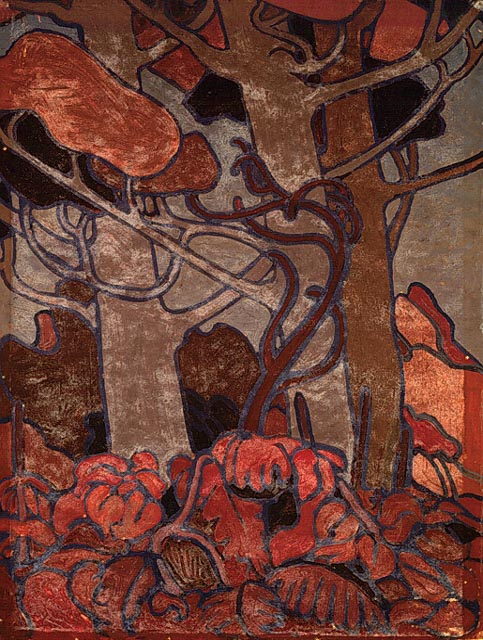
Tom Thomson, Poszycie leśne I, 1915–1916
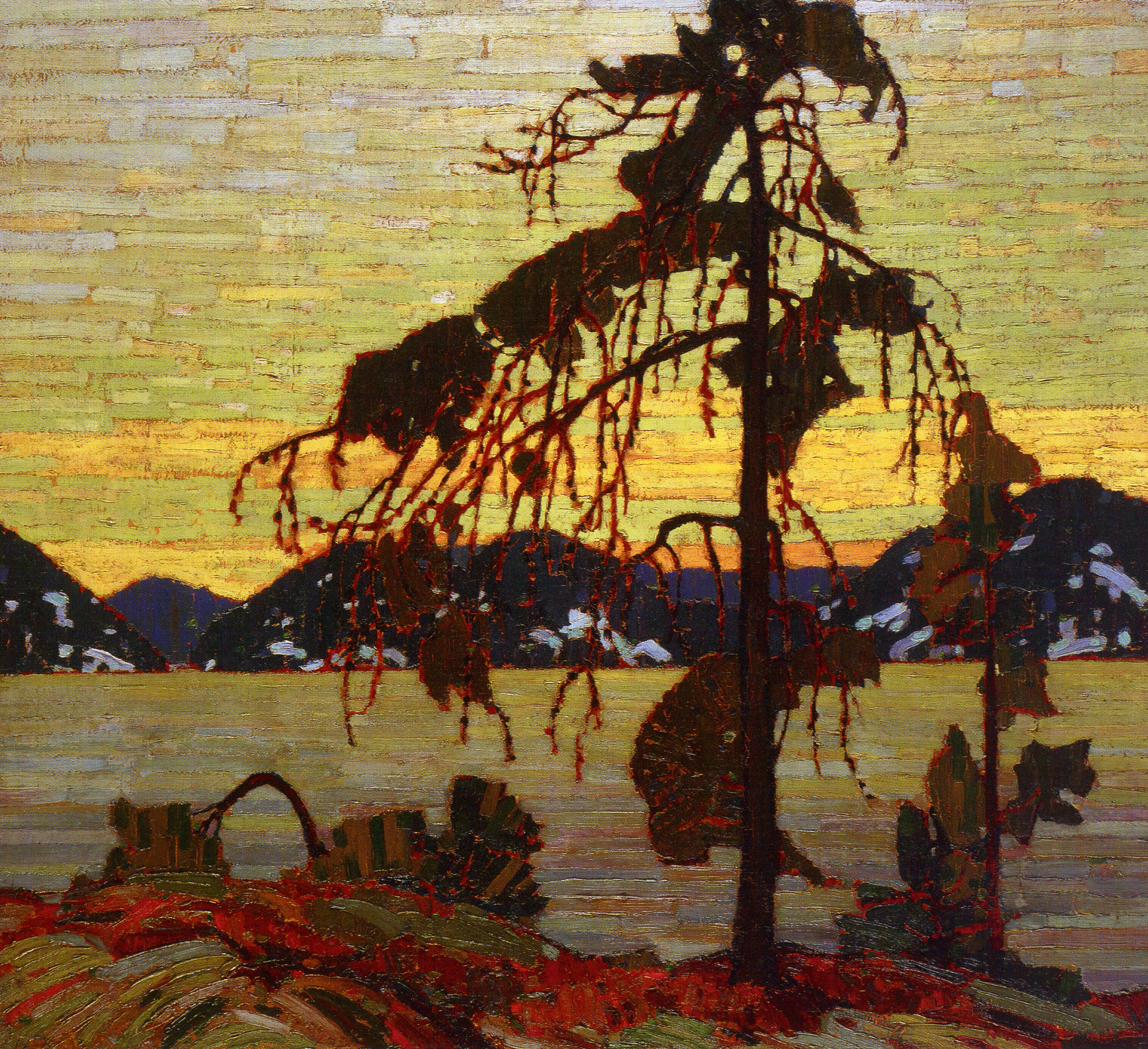
Tom Thomson, Sosna Banksa, 1916–1917
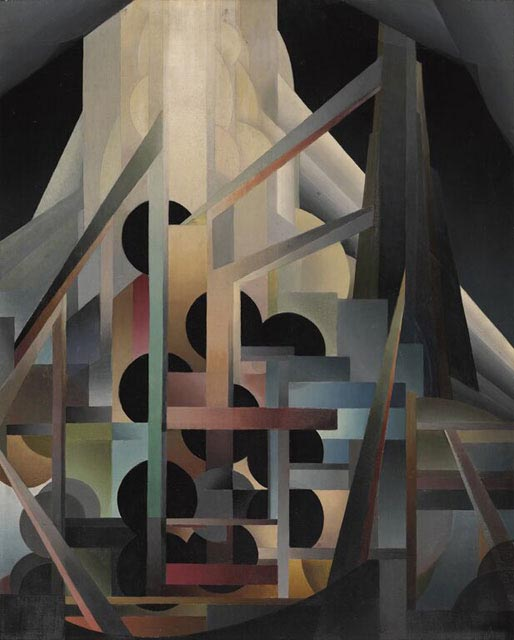
Bertram Brooker, Formy wstępujące, 1924–1934
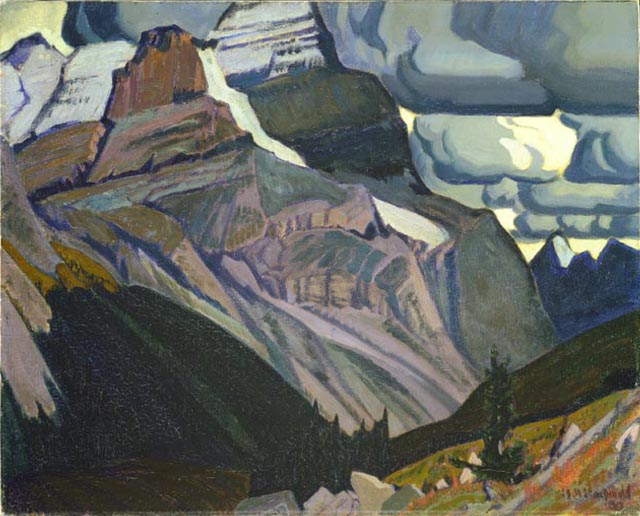
J.E.H. MacDonald, Mroczna jesień, Góry Skaliste, 1930